# Blessed Udoh
Blessed Udoh (17 de noviembre de 1984) es una deportista nigeriana que compitió en halterofilia.
Ganó una medalla de plata en el Campeonato Mundial de Halterofilia de 2001, en la categoría de 48 kg. Participó en los Juegos Olímpicos de Atenas 2004, ocupando el séptimo lugar en la misma categoría.

## Palmarés internacional
| Campeonato Mundial | Campeonato Mundial | Campeonato Mundial | Campeonato Mundial |
| Año                | Lugar              | Medalla            | Categoría          |
| ------------------ | ------------------ | ------------------ | ------------------ |
| 2001               | Antalya (Turquía)  | Medalla de plata   | 48 kg              |